# Kevin Eubanks
Kevin Tyrone Eubanks (Filadelfia, 15 novembre 1957) è un chitarrista statunitense, noto per il suo ruolo di leader della Tonight Show Band, band di accompagnamento del The Tonight Show, di cui ha composto anche la sigla di chiusura.

## Informazioni biografiche
Eubanks nasce e cresce a Philadelphia, dove inizia a studiare il violino all'età di 7 anni con buoni risultati, diventando poi altrettanto bravo a suonare il pianoforte e la tromba. Racconta di essersi innamorato della chitarra ad un memorabile concerto di James Brown al quale aveva assistito a 12 anni e che poi, quando annunciò ai genitori che gli sarebbe piaciuto aggiungere la chitarra alla sua strumentazione, essi furono tutt'altro che contenti al pensiero di dover pagare altre lezioni. Ciò nonostante, acquistò una chitarra e cominciò a imparare a suonarla da autodidatta.
I suoi riferimenti erano Wes Montgomery, John McLaughlin e Jimi Hendrix.
Ha suonato con Art Blakey, Roy Haynes, Slide Hampton, e Sam Rivers prima di cominciare a condurre il proprio gruppo nel 1983. Come il fratello Robin Eubanks, trombonista jazz, ha partecipato a registrazioni in studio con Dave Holland.
Dirige la Tonight Show Band dal 1995, nel quale è stato apprezzato anche per la sua spontanea comicità.
Oltre alla carriera televisiva ha pubblicato numerosi album da solista, o al fianco di altri musicisti jazz di rilievo.
Nel 2005, Eubanks riceve una laurea d'onore dal Berklee College of Music, di cui è ex allievo. È anche un membro della confraternita Kappa Alpha Psi.
È un grande fan dei Philadelphia Flyers, infatti durante il The Tonight Show indossa spesso cappellini con il logo della squadra e quando gli Eagles persero al Super Bowl contro i Patriots, si è immerso in una gigantesca pentola di zuppa con pezzi di gamberi e latte del New England.
Eubanks è vegetariano e promuove la dieta vegetariana come elisir per la salute. Il 26 giugno 2007, PETA ha scelto Eubanks come "il più sexy vegetariano vivente".
Eubanks è un grande ammiratore dei romanzi di Stephen King e occasionalmente partecipa agli AVN Awards.
Kevin Eubanks ha una relazione molto stretta con i suoi fans e attraverso la sua pagina web, offre una sezione, chiamata "Personals", dove chiunque può fargli domande alle quali risponde personalmente.

## Discografia
- 1980 - Art Blakey and the Jazzmessengers Big Band: Live at Montreux and Northsea
- 1982 - Guitarist
- 1984 - Sundance
- 1985 - Over Lake Quintet: Expandable Language
- 1985 - Opening Night
- 1986 - Face to Face
- 1987 - Heat of Heat
- 1988 - Shadow Prophets
- 1989 - Dave Holland Quartet: Extensions
- 1990 - Promise of Tomorrow
- 1991 - Kirk Lightsey Trio: From Kirk to Nat
- 1992 - The Searcher
- 1992 - Turning Point
- 1993 - Spirit Talk
- 1994 - Spirit Talk 2
- 1995 - Mino Cinelu, Kevin Eubanks, Dave Holland: Word Trio
- 1996 - The Best of Kevin Eubanks
- 1996 - Live at Bradley's
- 2001 - Live
- 2002 - Shrine
- 2003 - Slow Freight
- 2003 - Angel
- 2003 - Genesis
- 2006 - Soweto Sun